# Jérôme Lefdup
Pour les articles homonymes, voir Lefdup.
 (novembre 2020).
 (novembre 2020).
Jérôme Lefdup est un artiste vidéaste, réalisateur et compositeur français né le 9 juin 1961 à Paris.

## Biographie
Diplômé de l'École nationale supérieure des arts décoratifs, il fonde en 1983 le groupe multimédia « Les Maîtres du Monde » avec Yann Minh, Dominik Barbier, Lari Flash, Véro Goyo, Basile Vignes, Jean-René Bader et d'autres. Ses premières vidéos sont diffusées dès 1982 dans l’émission Haute tension (Les Enfants du rock, Antenne 2) d’Alain Burosse, Bertrand Merino et Michel Elie, puis dans divers festivals d’animation français et internationaux, ou exposées dans des centres d’art contemporain. À travers ses vidéos d’animation, néo-clips et mini-fictions, il définit et expérimente le concept de vidéo-songs ou « musique visuelle », un procédé de montage vidéo inspiré du sampling dans lequel chaque élément visuel est associé à un élément sonore. En 2008, il publie Musiques de chanvre, un DVD et une série consacrés à ce principe d'écriture audiovisuelle. Depuis 2003, il réalise et expose des toiles réalisées à partir de ses vidéos.
Musicien autodidacte, il compose depuis 1978 avec son frère Denis Lefdup des musiques de films ou de spectacles, des chansons (signées Lefdup & Lefdup) et des génériques de télévision. Sous des noms de groupes à chaque fois différents et à structures variables, ils créent ensemble des spectacles multimédias en France et au Brésil.
Après une brève carrière de speakerine « ultra-terrestre » en 1984 (Mouzgheva, sur Canal+), il participe, de 1991 à 1998 à la réalisation de l’émission de télévision expérimentale L'Œil du cyclone, avec Véro Goyo puis Vincent Hachet. Outre l’habillage de l’émission, dont il compose avec Denis Lefdup plus d’une centaine de versions musicales du générique, il réalise pour « L’Œil du cyclone » certains sujets ainsi que l’émission annuelle Imagina (de 1990 à 2000).
Auteur de documentaires de création (Les Shadoks : mythe ou légende ?, Serge Gainsbourg à la télé, Jean-Christophe Averty à la télé, De source sûre), il réalise notamment, à partir de photographies stéréoscopiques des années 1930, le moyen métrage Histoire trouble projeté à l’Étrange Festival en 2009. Puis une série vidéo-musicale (Musique de Chanvre), des clips (Brian Eno, Pigalle, Bertrand Belin,..), des documentaires (Vivre en Positif), et/ou participe au montage ou à l'habillage de ceux-ci (AstroBoy in Roboland de Marc Caro ou Goldman Sachs La Banque Qui Dirige le Monde de Jérôme Fritel...). À partir de 2014, il publie plusieurs ouvrages sur papier, et se lance dans l'élaboration d'un ambitieux projet d'exposition intitulé « Le Grand Napotakeu ».
Son travail, expérimental et ludique, au carrefour de l’animation, de l'art vidéo et de la composition musicale, peut se définir comme « de la musique pour les yeux » ou « des images pour les oreilles », et le fait considérer comme un des pionniers de l'art vidéo et de l'art numérique en France. Ses oeuvres font partie des collections du Centre Pompidou et du Centre national des arts plastiques.

## Vidéos
- 1982 - 1983 : Noisy Neighbours, musique Lefdup & Lefdup ; Nepla Relou, musique Lucrate Milk ; Carmen ; Kim Il Songs (diffusion Antenne 2, émission Haute tension).
- 1984 : E.T. watches The TV, co-réalisation Véro Goyo (diffusion FR3) ; Rosemary’s kitchen, coréalisation Lari Flash ; Dies irae ; The Big Scare, musique Bernard Szajner (diffusion Antenne 2) ; Clip ordinateur, co-réalisation Véro Goyo (diffusion FR3).
- 1985 : Saut Haut, co-réalisation Véro Goyo.
- 1988 : Convictions profondes, co-réalisation Véro Goyo (diffusion Canal +), collection permanente du Centre national d'art et de culture Georges-Pompidou[5] ; Dans l’eau comme en toi (diffusion FR3), Random Joe (diffusion Canal +), musiques Lefdup & Lefdup ; Le Stress et Gène interdit (prix Roberval), série « Recherche à suivre », production INSERM (diffusion FR3).
- 1989 : La Tour Eiffel (diffusion Canal +), Happy Buzzday Moongly (diffusion Canal +), musiques Jérôme Lefdup.
- 1990 : Jihad Joe, co-réalisation Véro Goyo, Lari Flash, musique Denis Lefdup et Loïk Dury ; Good Fun (diffusion Canal +), musique Lefdup & Lefdup.
- 1992 : Ali Click, co-réalisation Brian Eno et Lari Flash, musique Brian Eno.
- 1995 : Data (G) Love, clip de Lefdup & Lefdup, réalisé pour l'ouverture de La Nuit Cyber sur Canal+. Production Plus Gros Le Logo
- 1996 : Satan m'Habite, Cependant, Happy People, Chez Les Hommes, séquences de La Fabuleuse Histoire de Mister X, réalisation collective, Canal +
- 2002 : Mental Health Hotline, coréalisation Yéti, musique Black Dog et Black Sifichi (en) ; Cold Hearted World, musique Drugs ; La Déculottée, Le Plaisir, Coconut del Faro, Places réservées, C7-D1, Back to Paname, musiques Jérôme Lefdup.
- 2003 : Bamboo Fabrik, musique José Barinaga (DVD Katja Indonesia) ; Sombre Septombre, musique Crislab ; Bossa Novalse et Tonnelle Atone, musiques Jérôme Lefdup.
- 2004 : Cannabis, musique Nino Ferrer (in DVD L'Intégrale) ; Devil Drum Dspace, musique Tempsion (in Tempsion DVD).
- 2006 : Is It Easy, musique Lefdup & Lefdup.
- 2008 : D’Hoi An à Hua Lu, musique Jérôme Lefdup ; Du Parc Prince Arthur, musique Denis Lefdup.
- 2011 : La Chasse au Snark, animations pour le spectacle du groupe Palo Alto d'après Lewis Carroll (production Le Cube)
- 2011 : La Transe en Danse du terreau Incognito, animation pour le spectacle de Servane Deschamps
- 2013 : Recyclage (co-réalisation : Stefff Gotkovski) et Les Journées Mondiales, clips pour l'album de Denis Lefdup L'Ascenseur est en Panne
- 2013 : If I Had My Way, co-réalisation Loïk Dury, clip pour la sortie du film Casse-tête chinois de Cédric Klapisch
- 2014 : Le Boyau, vidéo en relief sur la guerre de 14-18 pour le site internet de Radio France consacré au son binaural (Nouvoson) et pour celui de France Bleu
- 2014 : Remake, montage et co-réalisation d'une vidéo en cinq épisodes de Véronique Bourgoin, art vidéo
- 2014 : Faut Pas Que Tu Changes, (co-réalisation : Stefff Gotkovski) clip du groupe Pigalle, et teaser de l'album.
- 2014 : Un Été 2014, art vidéo
- 2016 : Addendum, art vidéo (musique Lefdup & Lefdup), sélectionné au Festival Vidéoformes (Clermont-Ferrand), et Festival International du Court-métrage de Clermont-Ferrand, aux Instants Vidéo (Marseille), diffusé sur Canal+
- 2016 : Une Brève Histoire du Support Magnétique, film de présentation du livre en cinq volumes Le Grand Napotakeu.
- 2017 : The Lost City Of Glutenguld, animation et création musicale, production Le Snark, diffusion Canal+
- 2018 : Glutenguld VR, animation VR et création musicale (mixage ambisonique), production Le Snark
- 2018 : Sur la terrasse, création VR et composition musicale, production Le Snark
- 2018 : Revolution VR, animation VR, avec Norman Spinrad, diffusion Festival Vidéoformes 2019

## Réalisations
- 1984 : Mouzgheva, série TV (Canal+).
- 1987 : Tout Toutou, série TV, co-réalisation Véro Goyo (Canal+).
- 1989 - 1990 : habillage et bandes-annonces pour La Sept, avec Philippe Truffaut (Trufo).
- 1990 - 2000 : Imagina, émission annuelle de 52 minutes pour le festival Imagina organisé par l’Institut national de l’audiovisuel dont ETVTV avec Norman Spinrad. (Huit épisodes de 90 à 97, puis en 2000)
- 1991 - 1998 : habillage et coréalisation avec Véro Goyo et Vincent Hachet de L'Œil du cyclone , diffusion Canal +.
- 1992 : M'Escher Z'Amis, documentaire de 26 minutes, diffusion Canal +.
- 1993 : One Eno (2e prix du festival de Cadix), documentaire, 26 minutes, coréalisation Brian Eno et Lari Flash, diffusion Canal +.
- 1994 : Beauty Foules, documentaire, 26 minutes, coréalisation Lari Flash, diffusion Canal +.
- 1995 : Party de campagne, expérimentation politico-musicale, 26 minutes, réalisation collective diffusion Canal +.
- 1995 : Cyberdélic, création ludique et musicale, 26 minutes diffusion Canal +.
- 1996 : Les Plus Belles Histoires de l’oncle Pierre, coréalisation Pierre Tchernia, Michel Royer et Clémence Barret (Canal +).
- 1997 : Annales d'Exobiologie sur la Base de témoignages Littéraires au Sujet des Visites de la Terre par des Créatures Extra-Terrestres (prix de la Scam), co-réalisation Stéphane Trois Carrés.
- 1997 : Ode au Rat, documentaire, 26 minutes, co-réalisation Stéphane Trois Carrés, diffusion Canal +.
- 1998 : La Leçon de cyclone, documentaire, 26 minutes, diffusion Canal +.
- 2000 : De Source Sûre, fiction de 52 minutes, prod : INA / Little Box / France 2, diffusion France 2.
- 2000 : Les Shadoks, mythe ou légende ?, documentaire, 52 minutes, diffusion Canal +.
- 2001 : Gainsbourg à la Télé, documentaire, 26 minutes, diffusion Canal +.
- 2001 : Averty à la Télé, documentaire, 26 minutes, diffusion Canal +.
- 2001 : La Journée de la Femme, docufiction tourné à Ouagadougou (Burkina Faso) .
- 2002 : Pomme Z – Prologue, court métrage.
- 2005 : réalisation du DVD Lucrate Milk–le DVD, du groupe punk Lucrate Milk.
- 2006 : Le Rêve de Hiam (étoile de la Scam), série « Faites de Beaux Rêves », production Un Monde Meilleur, diffusion Canal +.
- 2006 - 2007 : Musique de Chanvre, série vidéo-musicale, diffusion Canal +, édition du DVD éponyme (éditions Chalet Pointu).
- 2008 : Les Songes d'Edmée, court-métrage d'après photos stéréoscopiques, diffusion Canal +, Arte, sélectionné au Festival du court-métrage de Clermont-Ferrand.
- 2009 : Histoire trouble, moyen métrage d'animation (sélectionné à « L’Étrange festival » au Forum des Images).
- 2010 : Franche Info, (60 min) co-auteur Denis Lefdup. Fiction radiophonique pour les Ateliers de Création Radiophonique de France Culture.
- 2013 : Vivre en Positif, (56 min) avec Alain Maneval (prod. JPL Prod), diffusé sur Arte
- 2013 : Ainsi Soit La Peinture, (90 min) co-réalisation Michel Royer, Speedy Graphito, Natacha Giler, production Un Monde Meilleur.
- 2016 - 2017 : Top Of The Shorts, magazine de courts-métrages de Canal+
- 2018 : Je Suis Mai 68, création à partir d'images d'archives de Mai 1968 et de prises de vues contemporaines, production Canal+
- 2018 : Sur Le Cul, clip de Bertrand Belin, production 5/7 Wagram
- 2018 - 2019 : Atelier A, 3 portraits d'artistes, documentaires, production Arte Creative et Adagp
- 2019 : Le Petit Bout, animation 3D, clip de Cathy Cardie

## Expositions et installations vidéo
- 1984 : Six Mille Sung, performance vidéo, coréalisation Véro Goyo, Basile Vignes, Patricia Lepage, exposition « Electra », Musée d’Art moderne de la ville de Paris.
- 1985 : Trapèzes, performance vidéo, coréalisation Véro Goyo et Claude Palmer, La Ferme du Buisson, Noisiel.
- 1986 : À table, installation vidéo, coréalisation Véro Goyo, exposition collective « Les Allumés de la télé », Grande Halle de la Villette.
- 1989 - 1990 : Holiday Sun, installation vidéo, coréalisation Véro Goyo, festival Vidéoformes de Clermont-Ferrand / Australian Video Festival de Sydney, 1er prix du festival de Teruel (Espagne).
- 1994 : Fragments, installation vidéo, festival Vidéoformes de Clermont-Ferrand.
- 2000 : Angèle Dust, installation vidéo, avec la musique de Guy et Zab Skornik, dans le cadre de l'exposition "Les bons génies de la vie domestique" au Centre national d'art et de culture Georges-Pompidou, production Centre national d'art et de culture Georges-Pompidou.
- 2002 - 2005 : exposition personnelle « Stock », toiles créées à partir de vidéos, à Paris, Montreuil, Le Havre, Oyonnax, Lille, Festival international du court métrage de Clermont-Ferrand, Romainville (Salon des Arts Plastiques), Valenciennes (festival « les E-Magiciens » ou Rencontres Européennes de la Jeune Création Numérique).
- 2002 : rétrospective Jérôme Lefdup organisée par la Société civile des auteurs multimédia (Scam, Paris).
- 2006 : Vote For Me Or I Kill You, installation vidéo, exposition « Aux Arts Citoyens », espace Blancs-Manteaux, Paris.
- 2009 : artiste invité du festival « E-Magiciens » (Rencontres Européennes de la Jeune Création Numérique) à Valenciennes.
- 2016 - 2017 : exposition personnelle Prototypes du Grand Napotakeu (tableaux, vidéos et installations vidéos) présentée au festival international de science-fiction Les Utopiales (Nantes), au centre de création numérique Le Cube (Issy-les-Moulineaux)[6],[7], et à La Guillotine (Montreuil).

## Compositions
- 1991 - 1998 : générique de l’émission « L'Œil du cyclone » (plus d’une centaine de versions), Canal+, co-composition Denis Lefdup
- 1994 : Siamois des oreilles (album de chansons), co-composition Denis Lefdup
- 1995 : musique du film Glozel, ou le Mythe au Logis d'Alain Burosse (diffusion Canal+), co-composition Denis Lefdup
- 1995 : musique du spectacle Game over de la compagnie de cirque Archaos, co-composition Denis Lefdup
- 2004 - 2008 : reprises de chansons de Ptose, Tuxedomoon, Lucrate Milk, Nino Ferrer[8] (Optical Sound) pour des compilations-hommages, co-composition Denis Lefdup
- 2006 : J’ai envie, Les Gens bizarres, Bossa novalse, orchestration Denis Lefdup, chansons interprétées par Fanny Lefdup
- 2007 : Musique de Chanvre, DVD et série télévisée, distribution Chalet Pointu
- Wind Turbines, création musicale online, pour le site Acoustic Cameras (Optical Sound), co-composition Denis Lefdup

## Spectacles
- 1983 : réalisation vidéo pour la pièce Le Faucon mal fait de Denis Lefdup et Sophie Blin
- 1986 : Tiviskrin, spectacle musical, Saint-Brieuc, co-composition Denis Lefdup et les Maîtres du Monde
- 1987 : réalisation vidéo pour la pièce Loto-Psy de Denis Lefdup et Sylvie Coulon, festival d’Avignon
- 1989 : L’Enterrement des Maîtres du Monde, spectacle musical (19 participants), Rezé-les-Nantes, co-composition Denis Lefdup et les Maîtres du Monde
- 1991 : Lefdup & Lefdup, spectacle musical, Eurockéennes de Belfort, co-composition Denis Lefdup
- 1998 - 2000 : Home of The P@ge, spectacle musical et multimédia créé à Sao Paulo (festival Videobrasil (en)) et à Paris (Cité des sciences et de l'industrie), co-composition Denis Lefdup
- 2004 : vidéo musicale pour Les Yakas du Quartet Buccal
- 2008 : vidéos et animations pour le spectacle musical Travailler c'est trop dur de la compagnie Lazare
- 2008 : animations vidéo pour le Alicia Keys As I Am Tour 2008 , production VYV (Montréal)

## Collaborations
- 2008 : montage du long-métrage KhaniniKula de Cyrille Benhamou
- 2008 : montage de AstroBoy in Roboland, documentaire réalisé par Marc Caro, diffusé sur Canal+ et la NHK (prod : Les Films d'Ici)
- 2009 : montage de The Furious force of Rhymes documentaire musical de Josh Atesh Litle[9] (prod : Les Films d’Ici) diffusé sur Arte
- 2011 : montage de L'Ile de La Jeunesse Eternelle (90 min) d'Alain Burosse et Danièle Palau (prod : Label Video)
- 2011 : montage de sujets pour le magazine L'Effet Papillon, Canal+
- 2012 : habillage de Goldman Sachs, la Banque Qui Dirige le Monde de Jérôme Fritel[10] et Marc Roche (prod. Capa), diffusé sur Arte
- 2012 : montage du clip To Make It For Pleasure de Fiodor Dream Dog réalisé par Blandine Lenoir
- 2013 : montage de Déchiffrage #2 documentaire réalisé par Jacques Goldstein (Les Films d’Ici) diffusion Arte
- 2013 : bande sonore de Normadrine de Véronique Bourgoin, cinéma expérimental.
- 2014 : montage sur Déchiffrage #3 documentaire de Jacques Goldstein (Les Films d’Ici, Arte)
- 2015 : montage sur Déchiffrage #6 documentaire de Caroline Pochon (Les Films d’Ici, Arte)
- 2015 : montage et habillage de 20 ans de Révolution Gay documentaire de Michel Royer (Canal+)
- 2015 : montage et habillage de Châteaux et Princesses de Légendes documentaire de Véronique Jacquinet (Cinétévé, Arte)
- 2018 : montage et effets spéciaux de Looop de Marc Caro, production Tapioca Films
- 2018 : effets spéciaux de Choses Nouvelles, clip de Bertrand Belin, production 5/7 Wagram

## Publications
- 2014 : Vieilleries de Jeunesse, bande dessinée, The Book Edition
- 2014 : La Chasse au Snark, livre d'art, The Book Edition
- 2014 : Good News, roman, The Book Edition
- 2014 : Stock, catalogue d'art, The Book Edition
- 2015 : Illustrations du livre Fleur de Coin-Coin d’Alain Burosse (Aline Majino), The Book Edition
- 2016 : Le Grand Napotakeu, livre d'art en cinq volumes, The Book Edition
- 2016 : contribution, in Méandres et médias, L’œuvre de John Sanborn, ouvrage sous dir. de Stephen Sarrazin, édité par les Bandits-Mages, sur l’œuvre de l'artiste vidéo américain John Sanborn (en)

## Récompenses et distinctions
- Invité d'honneur, festival international du film d'animation d'Annecy, 2008
- Étoile de la Scam pour Le Rêve de Hiam, 2007
- Prix Scam pour le site internet Lefdup & Lefdup, 1998 (co-création Denis Lefdup et Sylvain Roume)
- Prix Scam pour le court-métrage Annales d'Exobiologie sur la Base de témoignages Littéraires au Sujet des Visites de la Terre par des Créatures Extra-Terrestres, 1998
- 2e prix du festival de Cadix pour One Eno, 1994
- 2e prix Télévision du festival Imagina (Monte-Carlo) pour le générique de l'Œil du Cyclone, 1992
- 1er prix du festival de Teruel pour la vidéo Holiday Sun, 1989
- Prix Roberval pour Gène Interdit, 1988 (Prix Télévision)